# Họ Bọ chân chạy
Bọ chân chạy là một họ bọ cánh cứng phân bố trên toàn cầu, có hơn 40.000 loài trên khắp thế giới với khoảng 2000 loài được tìm thấy ở Bắc Mỹ và 2700 loài ở châu Âu.

## Phân loại

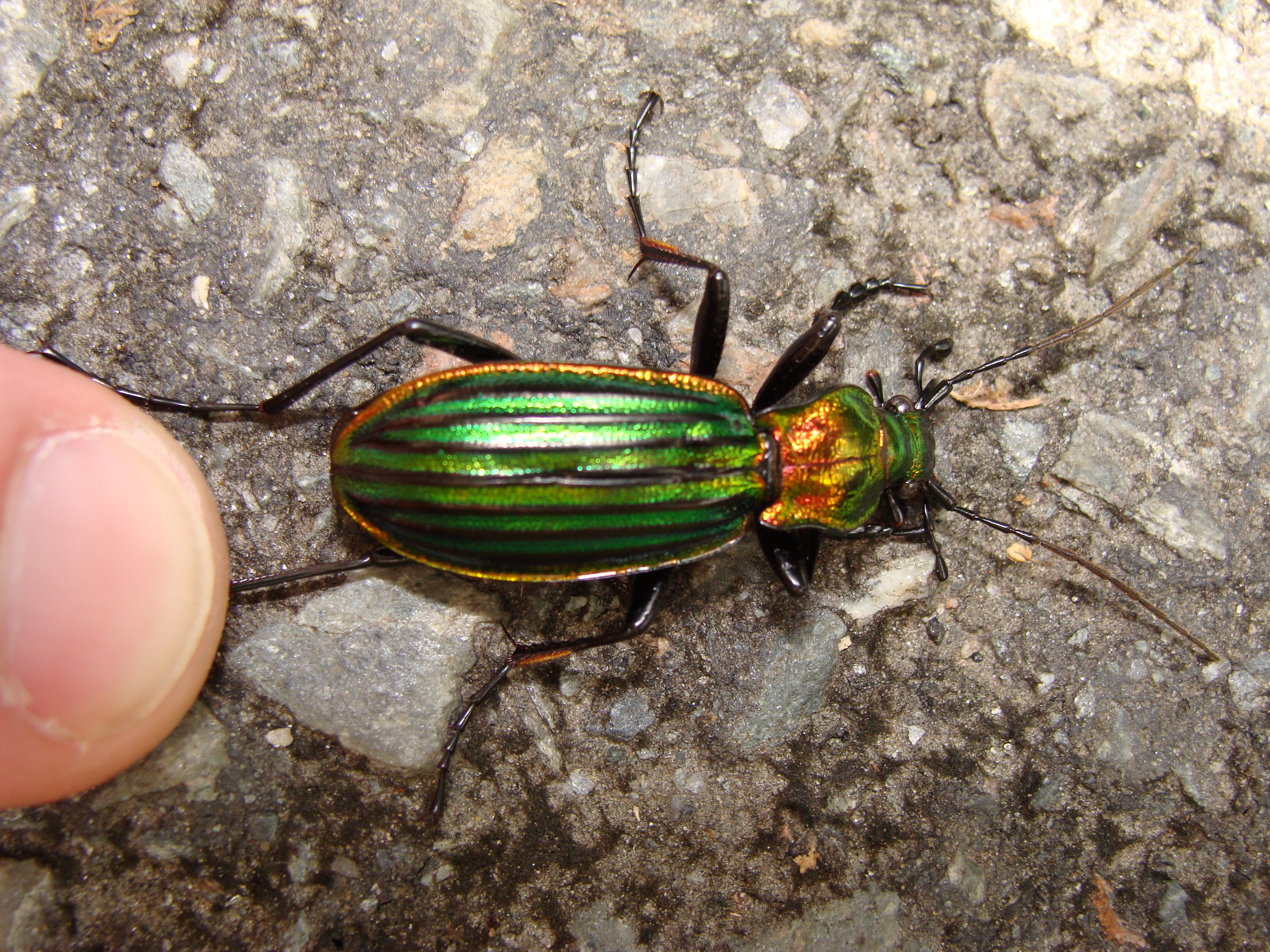
Carabus lateralis (Carabinae: Carabini)

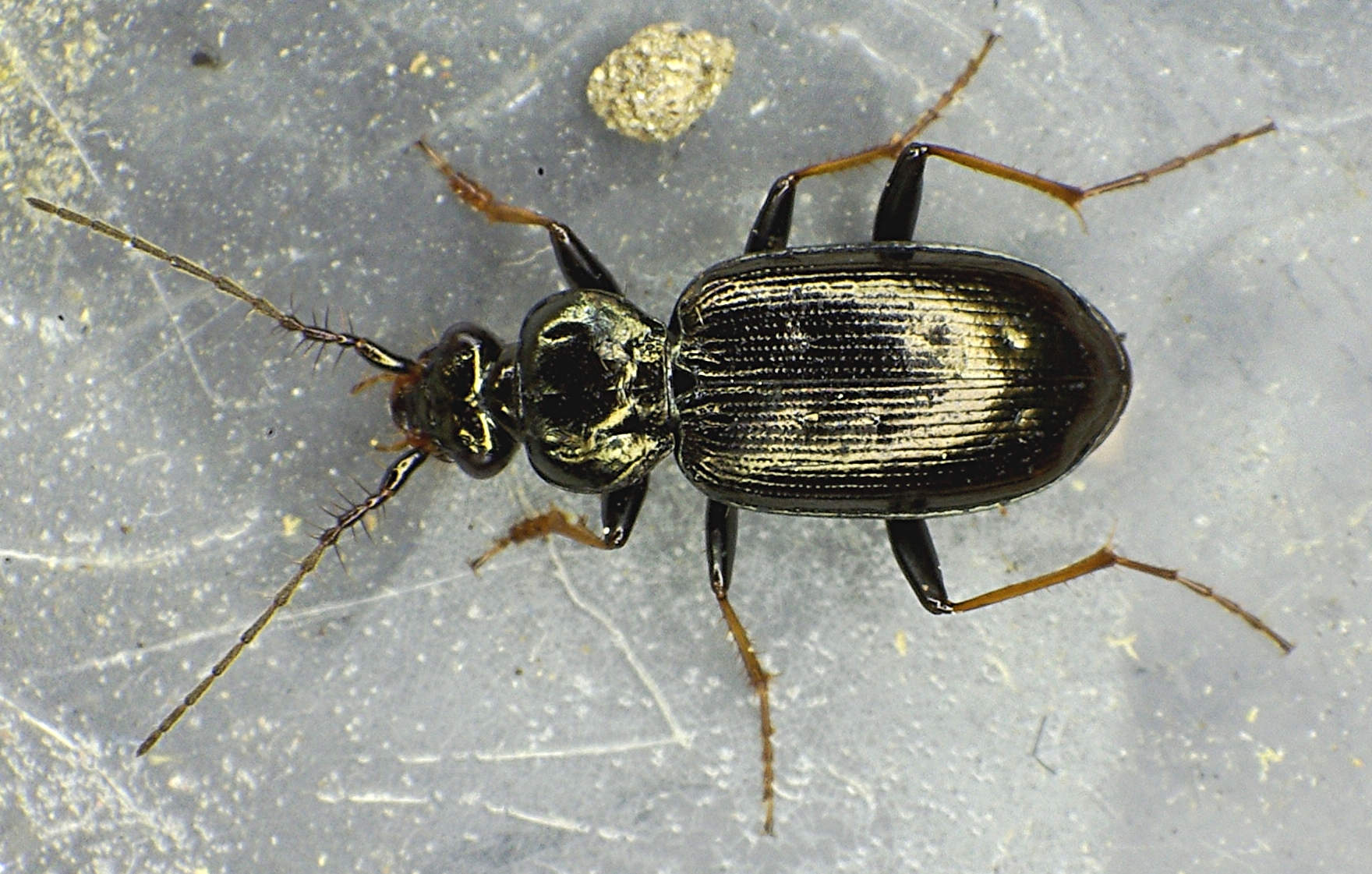
Loricera pilicornis (Loricerinae: Loricerini)

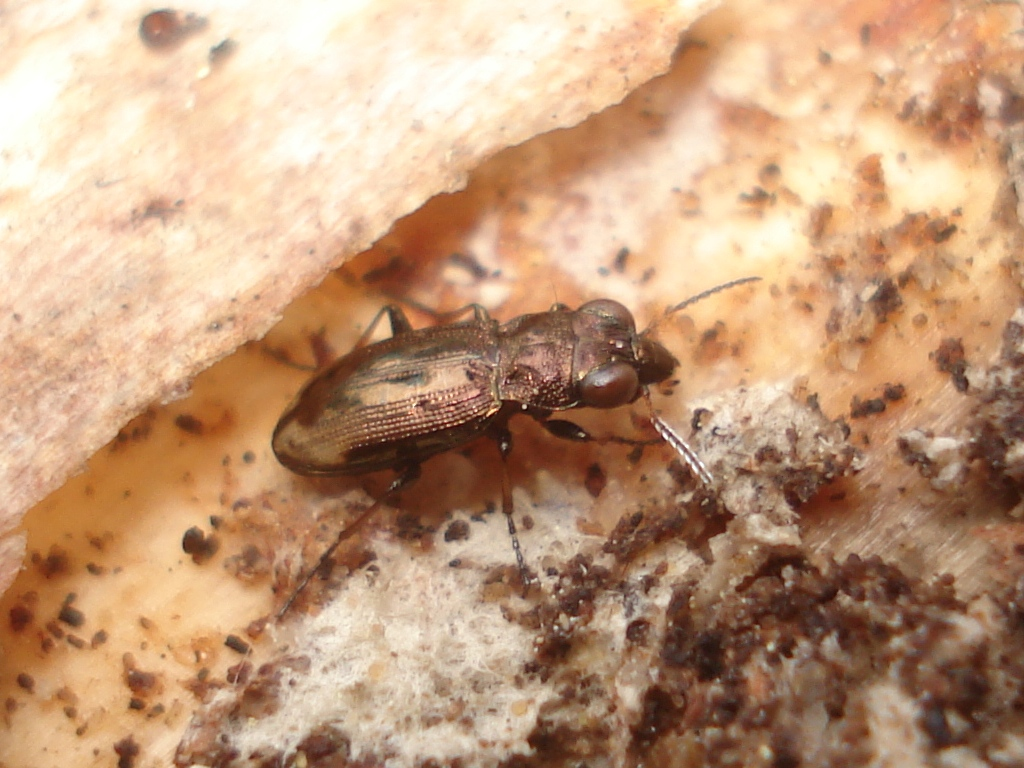
Notiophilus substriatus (Nebriinae: Notiophilini)

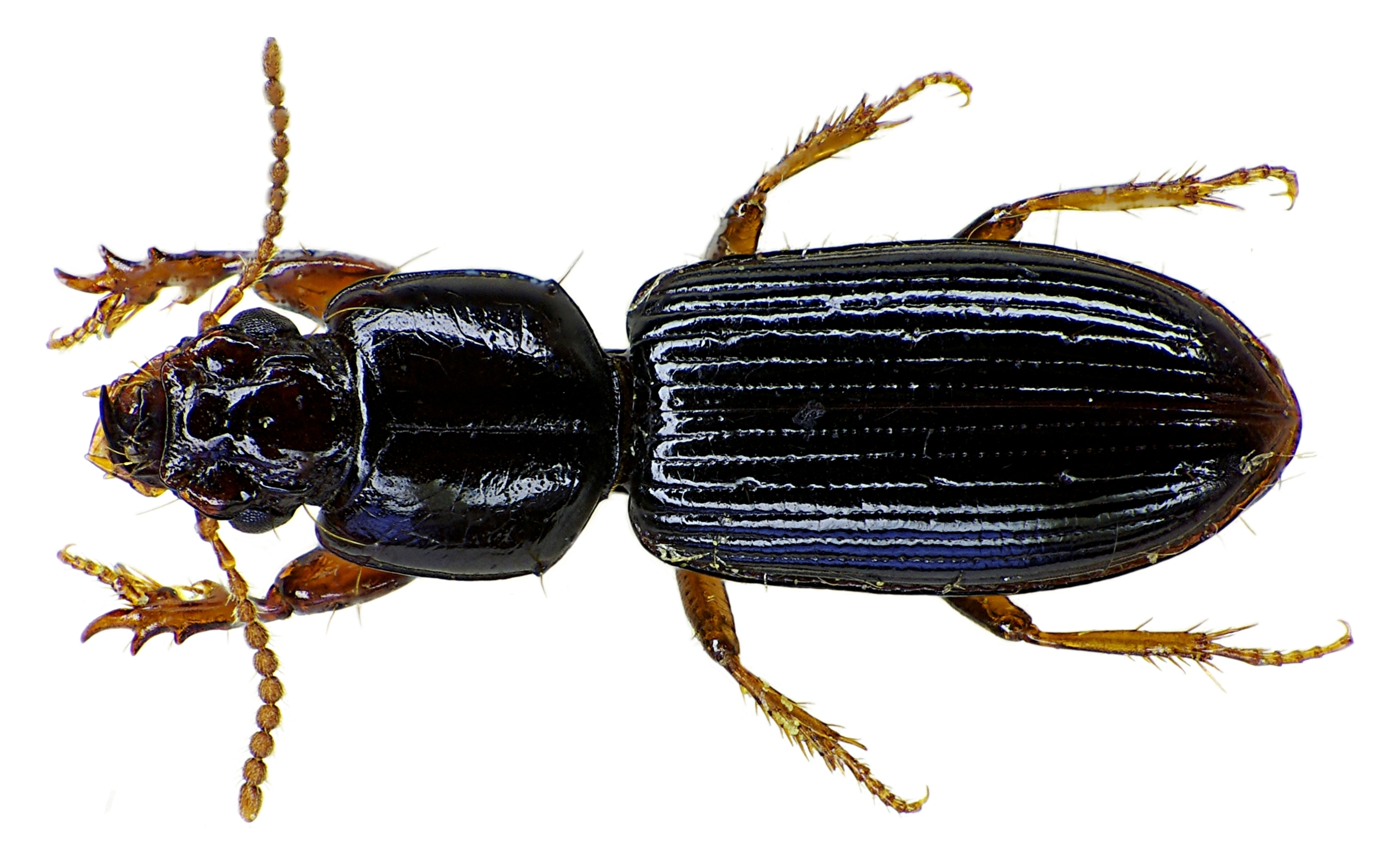
Clivina fossor (Scaritinae: Clivinini)

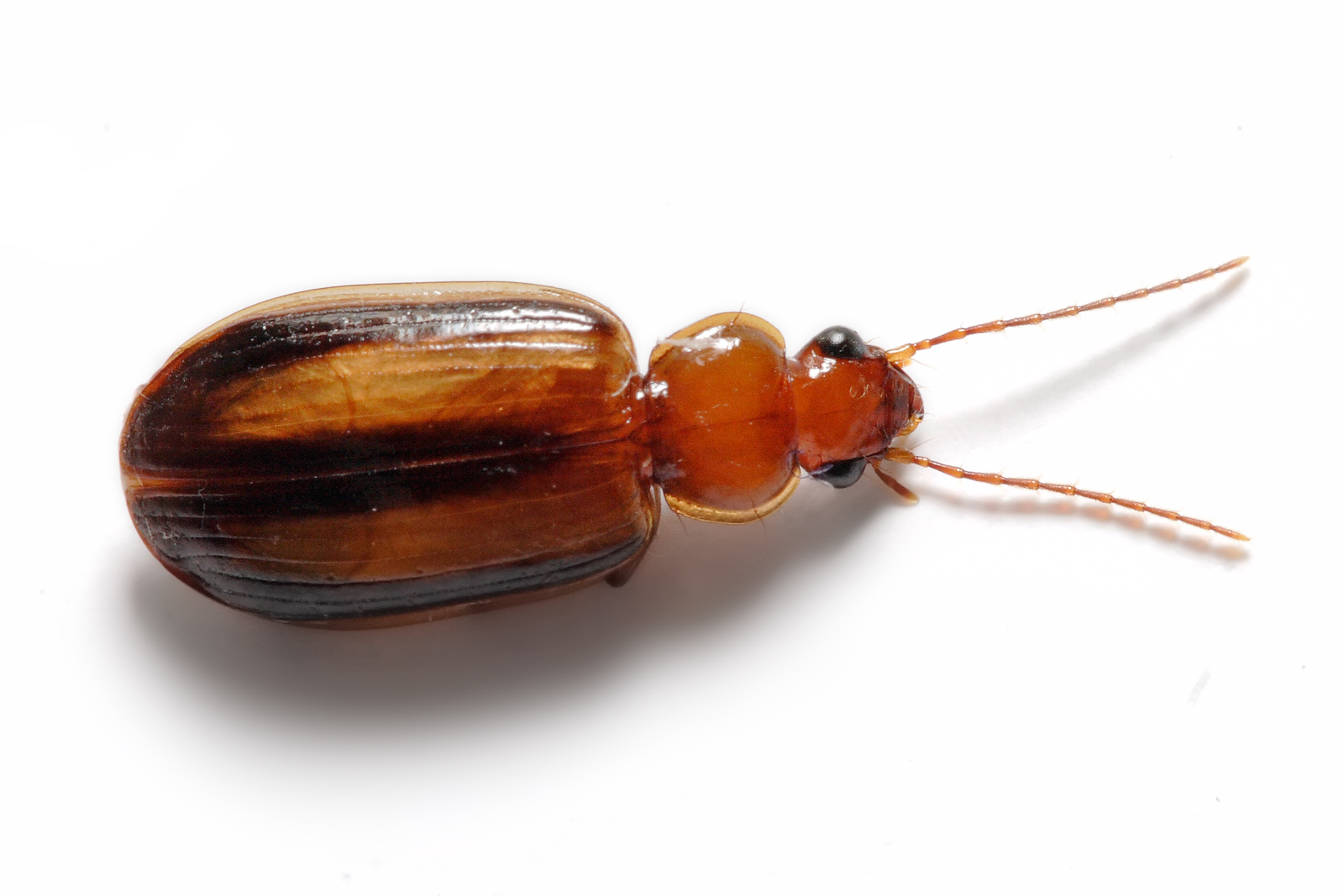
Amblytelus (Amblytelinae: Amblytelini)

Phân loại được sử dụng ở đây chủ yếu dựa trên Catalogue of Life and the Carabcat Database. Các phân loại khác, mặc dù nhìn chung thống nhất với việc phân chia thành phân nhánh cơ bản của các dòng nguyên thủy hơn và nhóm cao cấp hơn được gọi một cách không chính thức là "Carabidae Conjunctae", lại khác nhau về chi tiết. Ví dụ, phân loại theo Tree of Life Web Project ít khi sử dụng các phân họ, liệt kê hầu hết các tông dưới dạng incertae sedis cũng như phân họ. Tuy nhiên, phân loại Fauna Europaea phân chia chứ không gộp lại nhóm Harpalinae, giới hạn chúng trong hệ thống được sử dụng ở đây là tông Harpalini. Việc loại trừ Trachypachidae như một họ riêng biệt hiện được ủng hộ rộng rãi, cũng như việc đưa Rhysodidae vào như một phân họ, có quan hệ gần gũi với Paussinae và Siagoninae.
Dưới đây, phân họ Harpalinae vẫn được liệt kê, bởi vì phần lớn các tác giả hiện đang sử dụng hệ thống này, theo Carabidae of the World, Catalog of Palaearctic Coleoptera, hoặc Carabcat Database< (được phản ánh trong Catalog of Life).
Họ Cicindelidae trước đây được coi là một phân họ của Carabidae dưới tên Cicindelinae, nhưng một số nghiên cứu từ năm 2020 chỉ ra rằng chúng nên được coi là một một nhóm chị em với Carabidae.
- Anthiinae Bonelli, 1813
  - Anthiini Bonelli, 1813
  - Helluonini Hope, 1838
  - Physocrotaphini Chaudoir, 1863
- Apotominae LeConte, 1853
- Brachininae Bonelli, 1810
  - Brachinini Bonelli, 1810
  - Crepidogastrini Jeannel, 1949
- Broscinae Hope, 1838
  - Broscini Hope, 1838
- Carabinae Linnaeus, 1802
  - Carabini Linnaeus, 1802
  - Cychrini Perty, 1830
- Ctenodactylinae Laporte, 1834
  - Ctenodactylini Laporte, 1834
  - Hexagoniini G.Horn, 1881
- Dryptinae Bonelli, 1810
  - Dryptini Bonelli, 1810
  - Galeritini Kirby, 1825
  - Zuphiini Bonelli, 1810
- Elaphrinae Latreille, 1802
- Gineminae Ball & Shpeley, 2002
- Harpalinae Bonelli, 1810
  - Anisodactylini Lacordaire, 1854
  - Harpalini Bonelli, 1810
  - Pelmatellini Bates, 1882
  - Stenolophini Kirby, 1837
- Hiletinae Schiödte, 1847
- Lebiinae Bonelli, 1810
  - Cyclosomini Laporte, 1834
  - Lachnophorini LeConte, 1853
  - Lebiini Bonelli, 1810
  - Odacanthini Laporte, 1834
  - Perigonini G.Horn, 1881
- Licininae Bonelli, 1810
  - Chaetogenyini Emden, 1958
  - Chlaeniini Brullé, 1834
  - Licinini Bonelli, 1810
  - Oodini LaFerté-Sénectère, 1851
- Loricerinae Bonelli, 1810
- Melaeninae Csiki, 1933
- Migadopinae Chaudoir, 1861
  - Amarotypini Erwin, 1985
  - Migadopini Chaudoir, 1861
- Nebriinae Laporte, 1834
  - Cicindini Csiki, 1927
  - Nebriini Laporte, 1834
  - Notiokasiini Kavanaugh & Nègre, 1983
  - Notiophilini Motschulsky, 1850
  - Opisthiini Dupuis, 1912
  - Pelophilini Kavanaugh, 1996
- Nototylinae Bänninger, 1927
- Omophroninae Bonelli, 1810
- Orthogoniinae Schaum, 1857
  - Amorphomerini Sloane, 1923
  - Idiomorphini Bates, 1891
  - Orthogoniini Schaum, 1857
- Panagaeinae Bonelli, 1810
  - Brachygnathini Basilewsky, 1946
  - Panagaeini Bonelli, 1810
  - Peleciini Chaudoir, 1880
- Patrobinae Kirby, 1837
  - Lissopogonini Zamotajlov, 2000
  - Patrobini Kirby, 1837
- Paussinae Latreille, 1806
  - Metriini LeConte, 1853
  - Ozaenini Hope, 1838
  - Paussini Latreille, 1806
  - Protopaussini Gestro, 1892
- Platyninae Bonelli, 1810
  - Omphreini Ganglbauer, 1891
  - Platynini Bonelli, 1810
  - Sphodrini Laporte, 1834
- Promecognathinae LeConte, 1853
  - Axinidiini Basilewsky, 1963
  - Dalyatini Mateu, 2002
  - Promecognathini LeConte, 1853
  - †Palaeoaxinidiini McKay, 1991
- Pseudomorphinae Hope, 1838
- Psydrinae LeConte, 1853
  - Gehringiini Darlington, 1933
  - Moriomorphini Sloane, 1890
  - Psydrini LeConte, 1853
- Pterostichinae Bonelli, 1810
  - Chaetodactylini Tschitscherine, 1903
  - Cnemalobini Germain, 1911
  - Cratocerini Lacordaire, 1854
  - Microcheilini Jeannel, 1948
  - Morionini Brullé, 1837
  - Pterostichini Bonelli, 1810
  - Zabrini Bonelli, 1810
- Rhysodinae Laporte, 1840
  - Clinidiini R.T. & J.R.Bell, 1978
  - Dhysorini R.T. & J.R.Bell, 1978
  - Leoglymmiini R.T. & J.R.Bell, 1978
  - Medisorini R.T. & J.R.Bell, 1987
  - Omoglymmiini R.T. & J.R.Bell, 1978
  - Rhysodini Laporte, 1840
  - Sloanoglymmiini R.T. & J.R.Bell, 1991
- Scaritinae Bonelli, 1810
  - Clivinini Rafinesque, 1815
  - Corintascarini Basilewsky, 1973
  - Dyschiriini Kolbe, 1880
  - Salcediini Alluaud, 1930
  - Scaritini Bonelli, 1810
- Siagoninae Bonelli, 1813
  - Enceladini G.Horn, 1881
  - Siagonini Bonelli, 1813
- Trechinae Bonelli, 1810
  - Bembidarenini Maddison et al., 2019
  - Bembidiini Stephens, 1827
  - Pogonini Laporte, 1834
  - Sinozolini Deuve, 1997
  - Trechini Bonelli, 1810
  - Zolini Sharp, 1886
- Xenaroswellianinae Erwin, 2007
- †Conjunctiinae Ponomarenko, 1977
- †Protorabinae Ponomarenko, 1977
- Các chi đã tuyệt chủng, chưa được chỉ định:
  - †Agatoides Motschulsky, 1856
  - †Amphoxyne Bode, 1953
  - †Carabites Heer, 1852
  - †Cavicarabus Hong, 1991
  - †Conexicoxa Lin, 1986
  - †Cymatopterus Lomnicki, 1894
  - †Fangshania Hong, 1981
  - †Glenopterus Heer, 1847
  - †Hebeicarabus Hong, 1983
  - †Megacarabus Hong, 1983
  - †Meileyingia Hong, 1987
  - †Miocarabus Hong, 1983
  - †Neothanes Scudder, 1890
  - †Procarabus Oppenheim, 1888
  - †Prosynactus Bode, 1953
  - †Shanwangicarabus Hong, 1985
  - †Sinis Heer, 1862
  - †Sinocalosoma Hong & Wang, 1986
  - †Sinocaralosoma Hong, 1984
  - †Sunocarabus Hong, 1987
  - †Tauredon Handlirsch, 1910
  - †Wuchangicarabus Hong, 1991
  - †Xishanocarabus Hong, 1984
  - †Yunnanocarabus Lin, 1977

## Hình ảnh

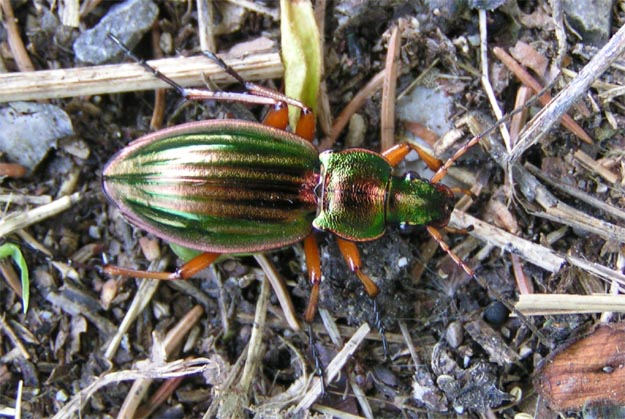
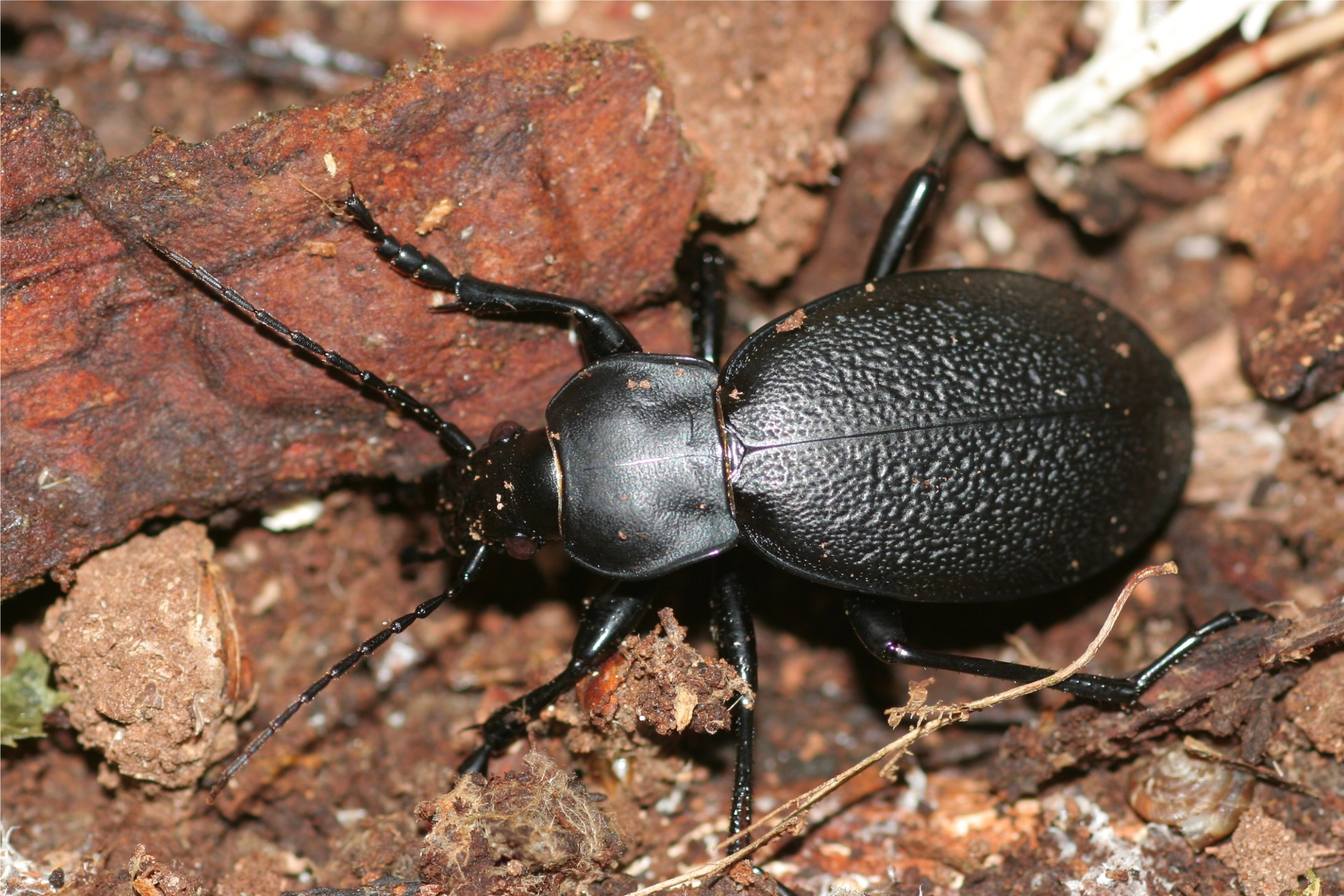